# Фасциолёз
Фасциолёз (fasciolosis) — гельминтозное, из группы трематодозов, заболевание животных и человека, характеризуется поражением печени и желчевыделительной системы. Возбудители: Fasciola hepatica — печеночная двуустка и F. gigantica — гигантская двуустка. Впервые фасциолёз человека был представлен П. С. Палласом (1760), Мальпиги (Malpighi, 1698).

## Этиология и эпидемиология
Заражение человека происходит через употребляемые в пищу растения, на которых обитают личинки паразитов, а также с водой. Риск заражения наиболее высок в районах влажного жаркого климата, в местах, окруженных множеством мелких водоёмов.
Паразиты обитают и откладывают яйца в жёлчных протоках печени и жёлчном пузыре. Яйца выводятся с калом.
Яйцa фасциол крупные: 0,13-0,14 мм длины и 0,07-0,09 мм ширины, oвальной формы, симметричные, золотистo-жёлтого цвета с крышечкой на oдном из полюсов.

## Симптомы и течение болезни у человека
Инкубационный период длится от нескольких дней до 3 месяцев в зависимости от количества попавших в организм метацеркарий, а также от состояния иммунной системы хозяина.
Инвазивный или острый период (от 2 до 4 недель) — это миграция двуустки в желчные протоки. Эта фаза является результатом механического разрушения ткани печени и брюшины мигрирующими молодыми сосальщиками, вызывающими локальные и / или генерализованные токсические и аллергические реакции. Основные симптомы этой фазы:
- Лихорадка: обычно первый симптом болезни; 40–42 ° C
- Боль в животе
- Нарушения со стороны желудочно-кишечного тракта: потеря аппетита, метеоризм, тошнота, диарея.
- Крапивница
- Респираторные симптомы (очень редко): кашель, одышка, боль в груди, кровохарканье.
- Гепатомегалия и спленомегалия
- Асцит
- Малокровие
- Желтуха

В дальнейшем острые проявления болезни исчезают, происходит переход в хроническую фазу, в которой главным образом наблюдаются диспепсические расстройства, увеличение и болезненность печени.
В процессе развития заболевания происходит воспаление функциональной ткани печени (гепатит), в результате чего нарушается общий обмен веществ. Выделяемые паразитами токсины отравляют организм. Происходят изменения морфологического и химического состава крови.  
Крупный рогатый скот снижает удои. Мелкий скот (овцы, козы) при интенсивной инвазии погибает. 

## Патологоанатомические изменения
Гистологически в просвете желчных протоков и разветвленной воротной вены можно обнаружить эмболирующие сосуды молодых фасциол, лежащих среди эритроцитов и лейкоцитов, а также разрушение печеночных клеток, гемосидероз, разрастание юных соединительнотканных клеток.

## Распространённость
У животных фасциолёз распространён практически повсеместно. Поражается домашний и дикий рогатый скот, верблюды, лошади, зайцы и другие. Большинство животных заражаются на пастбище.

## Диагноз в ветеринарии
Острую форму точно диагностируют только методом гельминтологического вскрытия при обнаружении в паренхиме печени малых размеров фасциол и массовых кровоизлияний, а в брюшной полости — крови или жидкости.

## Лечение
- У человека — альбендазол, триклабендазол.
- У животных — альбендазол, триклабендазол, клозантел, рафоксанид, фенбендазол.

## Профилактика
Для человека основная мера профилактики данного заболевания, как и большинства паразитарных, — кипячение или фильтрование воды для питья.
Основные меры профилактики для животных — смена пастбищ, борьба с промежуточными хозяевами паразитов (моллюсками) и иные ветеринарно-санитарные меры.